# Ліпниця (Підкарпатське воєводство)
Ліпниця (пол. Lipnica) — село в Польщі, у гміні Дзіковець Кольбушовського повіту Підкарпатського воєводства.
Населення — 1250 осіб (2011).
У 1975-1998 роках село належало до .

## Демографія
Демографічна структура станом на 31 березня 2011 року:
|          | Загалом | Допрацездатний вік | Працездатний вік | Постпрацездатний вік |
| -------- | ------- | ------------------ | ---------------- | -------------------- |
| Чоловіки | 636     | 151                | 408              | 77                   |
| Жінки    | 614     | 120                | 357              | 137                  |
| Разом    | 1250    | 271                | 765              | 214                  |